# KAELA
KAELA（カエラ）は、木村カエラのメジャーデビュー後初のアルバムで、2004年12月8日にコロムビアミュージックエンタテインメントから発売された。

## 解説
- シングルは、カップリングを含めて全曲が収録されている。
- 「You know you love me?」と「Because」はインディーズバンド「animo」で活動していた頃の曲。
- 初回限定盤は、シングルのクリップ集と、メイキングなどが収録されたDVDが付属された。
- 2005年2月23日には、バンドスコアが発売された。
- ジャケットではパンツが丸出し状態というものであるが、これは本人が「絶対にパンツを見せる」という趣旨で撮影させたためである。また、「こういうことは10代でないとできない」とも語っている。
- 初動売上は約4万枚、累計売上は約15万枚。デビュー作としてみるとかなりのヒット作である。

## 収録曲
| 全作詞: 木村カエラ。 |                                                |            |                                     |          |      |
| #                    | タイトル                                       | 作詞       | 作曲                                | 編曲     | 時間 |
| 1.                   | 「untie (album take)」                         | 木村カエラ | 山沢大洋                            | 武藤星児 | 4:28 |
| 2.                   | 「You know you love me?」                      | 木村カエラ | animo (masasucks, kaela, 上総誠一朗 | animo    | 4:25 |
| 3.                   | 「あの頃」                                     | 木村カエラ | 會田茂一                            | 會田茂一 | 5:32 |
| 4.                   | 「happiness!!!」                               | 木村カエラ | 山沢大洋                            | 武藤星児 | 4:58 |
| 5.                   | 「INVENTOR」                                   | 木村カエラ | 大橋伸行                            | 武藤星児 | 4:34 |
| 6.                   | 「D.T.S.」                                     | 木村カエラ | david (山沢大洋、武藤星児)          | 武藤星児 | 4:13 |
| 7.                   | 「Level42 (album take)」                       | 木村カエラ | 山沢大洋                            | 武藤星児 | 4:10 |
| 8.                   | 「誰」                                         | 木村カエラ | 會田茂一                            | 會田茂一 | 2:43 |
| 9.                   | 「Because」                                    | 木村カエラ | animo                               | animo    | 4:13 |
| 10.                  | 「weak」                                       | 木村カエラ | 鈴木玲史                            | 鈴木玲史 | 3:42 |
| 11.                  | 「Whatever are you looking for? (album take)」 | 木村カエラ | 山沢大洋                            | 武藤星児 | 4:41 |
| 12.                  | 「sola」                                       | 木村カエラ | 山沢大洋                            | 武藤星児 | 3:44 |
| 合計時間:            | 合計時間:                                      | 合計時間:  | 合計時間:                           | 51:23    |      |

| #  | タイトル                               | 作詞 | 作曲・編曲 |
| -- | -------------------------------------- | ---- | ---------- |
| 1. | 「Level42」(ミュージック・ビデオ)      |      |            |
| 2. | 「happiness!!!」(ミュージック・ビデオ) |      |            |
| 3. | 「happiness!!!」(メイキング)           |      |            |
| 4. | 「スライドショー」                     |      |            |

## 演奏
- 木村カエラ
  - Vocal
  - Chorus (#1.4.5.6.7.11.12)
- 武藤星児：Guitars & Manipulate (#1.4.5.6.7.11.12)
- masasucks：Guitars (#1)
- 小林陽明：Bass (#1.4.5.6.12)
- 阿部実：Drums (#1.4.5.6.7.11.12)
- 會田茂一：Guitars (#2.3.8.9)
- 佐藤研二：Bass (#2.3.8.9)
- 小松正宏：Drums (#2.3.8.9)
- 秦輝：Keyboards (#4.7.11)
- 山沢大洋：Chorus (#4.7.11.12)
- 大橋伸行：Guitars (#5)
- 中村キタロー：Bass (#7.11)
- 鈴木玲史 (akkin) from ジェット機：Guitar (#10)
- カズオ from チープスリル：Bass (#10)
- 桜井正宏：Drums (#10)
- マリ from チープスリル：Piano (#10)
- マクリアカルテット (江口由紀、小林芳枝、塙亜里子、坂井美穂)：Strings (#10)
- 八木のぶお：Harmonica (#12)